# Haus Bosfeld

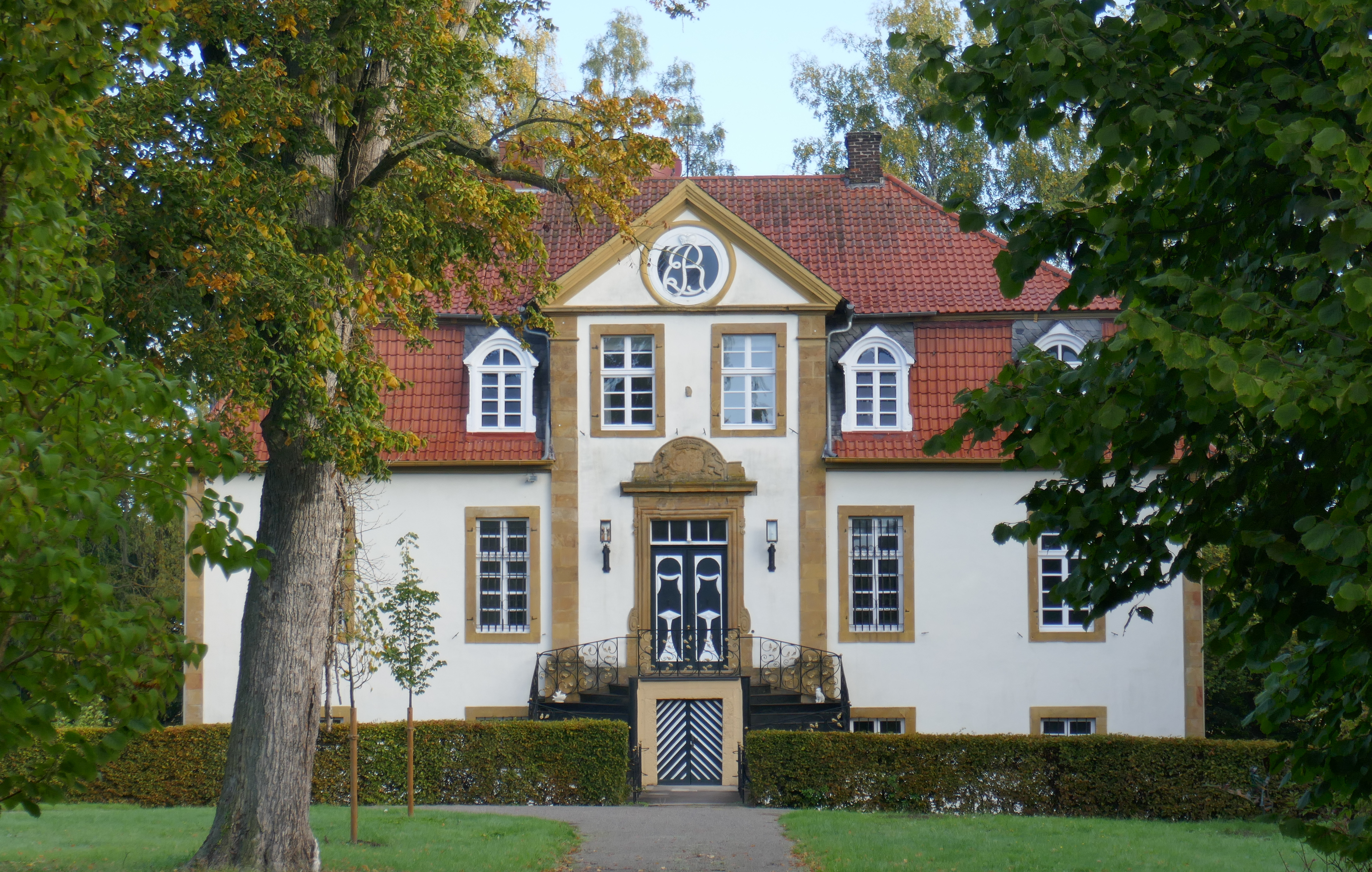
Wasserschloss Haus Bosfeld bei Rheda-Wiedenbrück (Erbaut 1725)

Das Haus Bosfeld ist ein 1725 als barockes Herrenhaus erbautes kleines Wasserschloss in Bosfeld, einem Ortsteil von Rheda-Wiedenbrück im Kreis Gütersloh (NRW).

## Lage und Größe
Das Haus Bosfeld mit seinem historischen Gutshof und Garten liegt am Ostrand des Kernmünsterlandes, etwa 3 km westlich des Stadtkerns von Rheda, Größe etwa 1 Hektar.

## Geschichte
Das Gut Bosfeld (Bosefeldt) wird erstmals am Ende des 16. Jahrhunderts in den Renteiregistern der Herrschaft Rheda geführt. Es ist aber davon auszugehen, dass es schon eine geraume Zeit vorher existierte.
Nach verschiedenen Eigentümern im 17. Jahrhundert gelangt das Gut 1713 in das Eigentum des regierenden Grafenhauses Bentheim-Tecklenburg. Es ist bis heute im Besitz dieser Familie. Das vorhandene Gebäude wurde 1725 zum Witwensitz der Gräfin Christina Maria (1673–1732) umgebaut, dabei wurden Bruchsteine des zerfallenen Turms der Burg in Rheda verwendet. Schon ein Jahr später, 1726 konnte die Bauherrin Haus Bosfeld beziehen.
Es folgt eine Verpachtung für landwirtschaftliche Nutzung und von 1769 bis 1773 eine Nutzung als Porzellan- und Fayence-Manufaktur des Grafenhauses. Nach Auflösung des Benediktinerinnenkloster Herzebrock 1803 wurde die von dort kommende Ordensgemeinschaft einquartiert. Seit Mitte des 19. Jahrhunderts wurde das Haus Bosfeld von Mitgliedern der fürstlichen Familie bewohnt, unterbrochen von einer Nutzung als Müttergenesungsheim im Zweiten Weltkrieg.
Auf Anweisung der Besatzungstruppen musste 1946 Fürst Adolf mit seinen Angehörigen den alten Stammsitz Schloss Rheda verlassen und ins Haus Bosfeld übersiedeln.
Seit 1987 wohnt die fürstliche Familie wieder auf dem Residenzschloss zu Rheda.
Heute sind im Haus Bosfeld und den Gebäuden des Wirtschaftshofs Mietwohnungen eingerichtet, deshalb kann die Anlage nicht besichtigt werden.

## Gebäude und Ausstattung
Das 1725 erbaute barocke Herrenhaus mit Mittelrisalit und aufgesetztem Dreiecksgiebel sowie Mansardendach ist vollständig von einer Gräfte umgeben. Die zweiflügelige Haustür mit Barockportal wird über eine Brücke und einer doppelläufigen Freitreppe erreicht. Direkt darunter ist ein zweiter Zugang zum Kellergeschoss, früher der Dienstboteneingang.

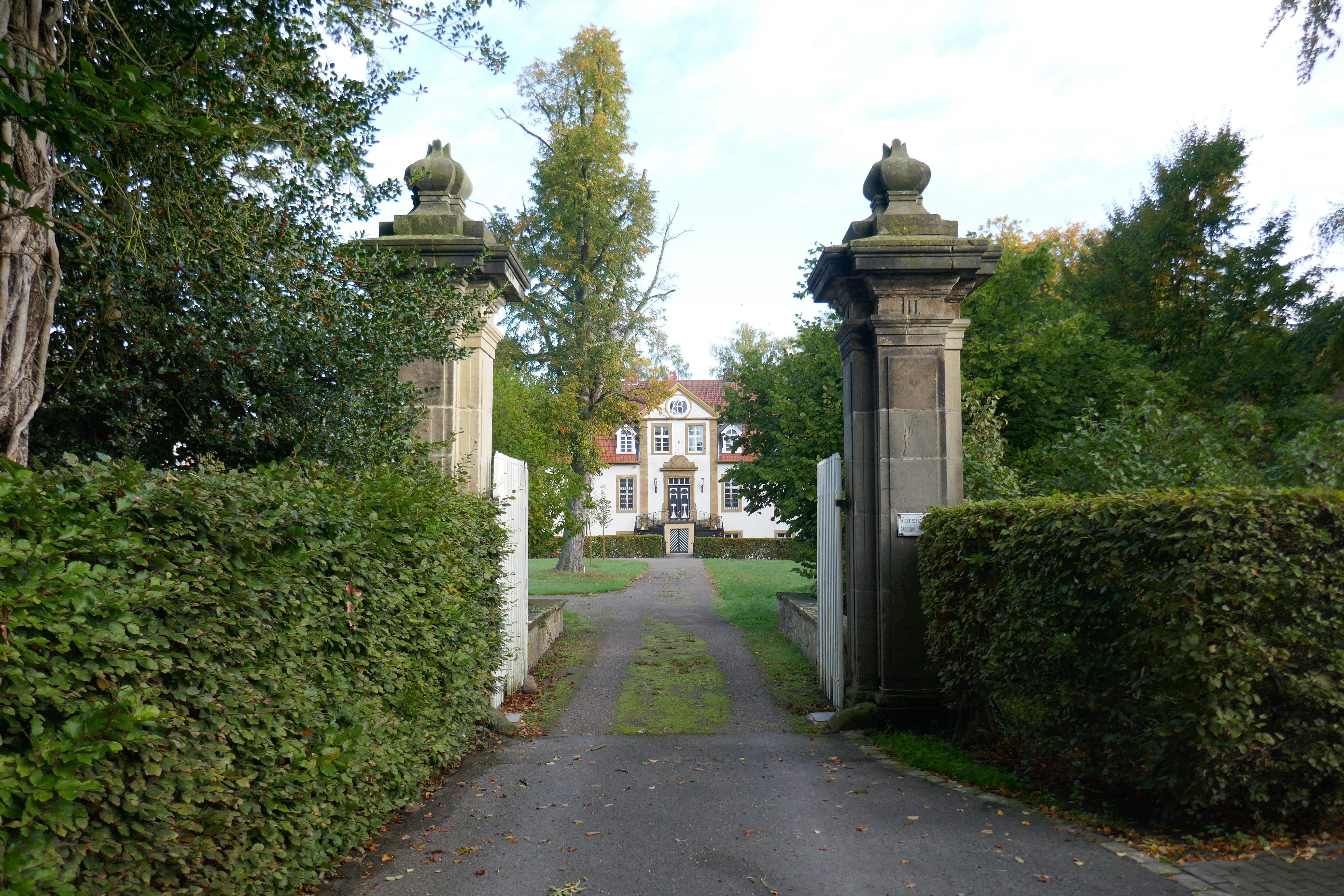
Haus Bosfeld (Toranlage)

Der Hofbereich wird nach Osten von einem Gräftenausläufer begrenzt, nach Westen schließen flache Wirtschaftsgebäude um einen weiteren Hof an. Der Haupteingang wird durch ein hohes schmiedeeisernes Tor an Sandsteinpfosten begrenzt, eine Allee führte früher von der Straße auf das Herrenhaus zu. Der Nebeneingang zum Wirtschaftshof hat einen imposanten Fachwerk und Backstein Torbogen mit einem kleinen Ziegeldach.

## Historischer Gutspark
Das etwa ein Hektar große Gelände ist weitgehend von einer Hainbuchenhecke umgeben, der Hof zwischen Tor und Herrenhaus ist durch Rasenflächen mit axialen und geschwungenen Kieswegen sowie mit altem Baumbestand gekennzeichnet. Das Gelände östlich der Gebäude und Gräften ist weitgehend mit Fichten bestanden.
In diesem Fichtenbestand sind kleinere Gartenbereiche mit barocken Gestaltungselementen eingelagert.
Die außerhalb der Gräften liegenden kleineren Parkteile sowie ein reetgedecktes Gartenhaus am Nordrand sind über weiße Holzbrücken erreichbar. Kleinere leicht verwilderte Parkteile an der Kreisstraße weisen eine hohe Dichte von Frühjahrsgeophyten auf. Im Sommer bevölkern Asiatische Pfauen den Gutspark von Haus Bosfeld.
Die gesamte Anlage ist Privatbesitz und nicht öffentlich zugänglich.